# LNB Pro A 1998-99
La LNB Pro A 1998-1999 fue la edición número 77 de la Pro A, la máxima competición de baloncesto de Francia. La temporada regular comenzó el 5 de septiembre de 1998 y acabó el 8 de mayo de 1999. Los ocho mejor clasificados accederían a los playoffs, mientras que el Levallois Sporting Club y el Toulouse Spacer's descendendieron a la Pro B.
El campeón sería por quinta vez en su historia el ÉB Pau-Orthez, tras derrotar al ASVEL en la final en dos partidos.

## Equipos 1998-99
| Equipo                      | Ciudad              | Pabellón                                    | Capacidad |
| --------------------------- | ------------------- | ------------------------------------------- | --------- |
| Olympique d'Antibes         | Antibes             | Salle Jean-Bunoz                            | 5000      |
| Besançon Basket Comté Doubs | Besançon            | Palais des sports Ghani-Yalouz              | 4200      |
| ÉS Chalon-sur-Saône         | Chalon-sur-Saône    | Maison des Sports                           | 2200      |
| Cholet Basket               | Cholet              | La Meilleraie                               | 5191      |
| JDA Dijon                   | Dijon               | Palais des Sports Jean-Michel Geoffroy      | 4600      |
| ALM Évreux Basket           | Évreux              | Salle Jean Fourre                           | 3400      |
| BCM Gravelines Dunkerque    | Gravelines          | Sportica                                    | 3500      |
| Le Mans Sarthe Basket       | Le Mans             | Antarès                                     | 6003      |
| Levallois Sporting Club     | Levallois           | Palais des Sports Marcel Cerdan             | 3000      |
| CSP Limoges                 | Limoges             | Palais des sports de Beaublanc              | 5500      |
| ASVEL Basket                | Lyon – Villeurbanne | Astroballe                                  | 5643      |
| Montpellier Paillade Basket | Montpellier         | Palacio de los Deportes Pierre de Coubertin | 4003      |
| SLUC Nancy Basket           | Nancy               | Palais des Sports Jean Weille               | 6027      |
| Paris Basket Racing         | París               | Stade Pierre-de-Coubertin                   | 4200      |
| Élan Béarnais Pau-Orthez    | Pau-Orthez          | Palais des Sports de Pau                    | 7813      |
| Toulouse Spacer's           | Toulouse            | Palacio de los Deportes André Brouat        | 4300      |

## Resultados

### Temporada regular
|     | Equipo                      | J  | G  | P  | PF   | PC   | Pts | Clasificación     |
| --- | --------------------------- | -- | -- | -- | ---- | ---- | --- | ----------------- |
| 1.  | Élan Béarnais Pau-Orthez    | 30 | 27 | 3  | 2273 | 1988 | 57  | playoff           |
| 2.  | ASVEL Basket                | 30 | 24 | 6  | 2306 | 1963 | 54  | playoff           |
| 3.  | Cholet Basket               | 30 | 22 | 8  | 2255 | 2024 | 52  | playoff           |
| 4.  | ÉS Chalon-sur-Saône         | 30 | 20 | 10 | 2171 | 1999 | 50  | playoff           |
| 5.  | Paris Basket Racing         | 30 | 19 | 11 | 2086 | 1956 | 49  | playoff           |
| 6.  | Le Mans Sarthe Basket       | 30 | 19 | 11 | 2340 | 2197 | 49  | playoff           |
| 7.  | CSP Limoges                 | 30 | 19 | 11 | 2147 | 1967 | 49  | playoff           |
| 8.  | SLUC Nancy Basket           | 30 | 18 | 12 | 2202 | 2105 | 48  | playoff           |
| 9.  | Olympique d'Antibes         | 30 | 16 | 14 | 2213 | 2233 | 46  |                   |
| 10. | JDA Dijon                   | 30 | 14 | 16 | 2311 | 2280 | 44  |                   |
| 11. | Levallois Sporting Club     | 30 | 11 | 19 | 2053 | 2362 | 41  |                   |
| 12. | Besançon Basket Comté Doubs | 30 | 9  | 21 | 2179 | 2190 | 39  |                   |
| 13. | ALM Évreux Basket           | 30 | 7  | 23 | 2051 | 2275 | 37  |                   |
| 14. | Toulouse Spacer's           | 30 | 5  | 25 | 1909 | 2234 | 35  |                   |
| 15. | BCM Gravelines Dunkerque    | 30 | 5  | 25 | 1997 | 2385 | 35  |                   |
| 16. | Montpellier Paillade Basket | 30 | 5  | 25 | 1877 | 2212 | 35  | Desciende a Pro B |

## Playoff
|  | Cuartos de final | Cuartos de final         | Cuartos de final |                       |    | Semifinales              | Semifinales | Semifinales |  |    | Final                    | Final | Final |  |
|  |                  |                          |                  |                       |    |                          |             |             |  |    |                          |       |       |  |
|  |                  |                          |                  |                       |    |                          |             |             |  |    |                          |       |       |  |
|  | 1.               | Élan Béarnais Pau-Orthez | 2                |                       |    |                          |             |             |  |    |                          |       |       |  |
|  | 1.               | Élan Béarnais Pau-Orthez | 2                |                       |    |                          |             |             |  |    |                          |       |       |  |
|  | 8.               | SLUC Nancy Basket        | 1                |                       |    |                          |             |             |  |    |                          |       |       |  |
|  | 8.               | SLUC Nancy Basket        | 1                |                       | 1. | Élan Béarnais Pau-Orthez | 2           |             |  |    |                          |       |       |  |
|  |                  |                          |                  |                       | 1. | Élan Béarnais Pau-Orthez | 2           |             |  |    |                          |       |       |  |
|  |                  |                          | 5.               | Paris Basket Racing   | 1  |                          |             |             |  |    |                          |       |       |  |
|  | 4.               | ÉS Chalon-sur-Saône      | 5.               | Paris Basket Racing   | 1  | 1                        |             |             |  |    |                          |       |       |  |
|  | 4.               | ÉS Chalon-sur-Saône      |                  |                       |    |                          |             |             |  |    |                          |       |       |  |
|  | 5.               | Paris Basket Racing      | 2                |                       |    |                          |             |             |  |    |                          |       |       |  |
|  | 5.               | Paris Basket Racing      | 2                |                       |    |                          |             |             |  | 1. | Élan Béarnais Pau-Orthez | 2     |       |  |
|  |                  |                          |                  |                       |    |                          |             |             |  | 1. | Élan Béarnais Pau-Orthez | 2     |       |  |
|  |                  |                          | 2.               | ASVEL Basket          | 0  |                          |             |             |  |    |                          |       |       |  |
|  | 2.               | ASVEL Basket             | 2.               | ASVEL Basket          | 0  | 2                        |             |             |  |    |                          |       |       |  |
|  | 2.               | ASVEL Basket             |                  |                       |    |                          |             |             |  |    |                          |       |       |  |
|  | 7.               | CSP Limoges              | 0                |                       |    |                          |             |             |  |    |                          |       |       |  |
|  | 7.               | CSP Limoges              | 0                |                       | 2. | ASVEL Basket             | 2           |             |  |    |                          |       |       |  |
|  |                  |                          |                  |                       | 2. | ASVEL Basket             | 2           |             |  |    |                          |       |       |  |
|  |                  |                          | 6.               | Le Mans Sarthe Basket | 0  |                          |             |             |  |    |                          |       |       |  |
|  | 3.               | Cholet Basket            | 6.               | Le Mans Sarthe Basket | 0  | 1                        |             |             |  |    |                          |       |       |  |
|  | 3.               | Cholet Basket            |                  |                       |    |                          |             |             |  |    |                          |       |       |  |
|  | 6.               | Le Mans Sarthe Basket    | 2                |                       |    |                          |             |             |  |    |                          |       |       |  |
|  | 6.               | Le Mans Sarthe Basket    | 2                |                       |    |                          |             |             |  |    |                          |       |       |  |
|  |                  |                          |                  |                       |    |                          |             |             |  |    |                          |       |       |  |

## Premios de la LNB
MVP de la temporada regular
- MVP extranjero :  Keith Jennings (Le Mans Sarthe Basket)
- MVP francés :  Laurent Foirest (Élan Béarnais Pau-Orthez)

Mejor jugador joven
- Frédéric Weis (CSP Limoges)

Mejor defensor
- Jim Bilba (ASVEL Basket)

Mejor entrenador
- Claude Bergeaud (Élan Béarnais Pau-Orthez)